# Monte Toc
Der Monte Toc ist ein 1921 m s.l.m. hoher Berg in den Belluneser Alpen.

## Geografie
Der Berg befindet sich östlich des Piavetals, wenige Kilometer südöstlich von Longarone. Er liegt dem Bergdorf Erto gegenüber. Nördlich des Monte Toc fließt der Vajont, der dem Stausee und (im Italienischen) der Katastrophe ihren Namen gegeben hat (auf Italienisch strage del Vajont, disastro del Vajont oder tragedia del Vajont). Der Gipfel liegt auf der Grenze zwischen der Region Venetien (Provinz Belluno) und der Region Friaul-Julisch Venetien. Longarone gehört zur erstgenannten, Erto e Casso zur letztgenannten Region.
Der Dolomiten-Höhenweg Nummer 6, auch bekannt als der Weg der Stille, streift den Monte Toc im Osten und führt dabei durch das „bedrückend enge“ Tal des Vajont Fluss. Alpinhütten sind in der Gegend kaum anzutreffen, was die Passage dieses Abschnitts des Dolomiten-Höhenweges zusätzlich erschwert. Auf den Berg führen keine markierten Wege. Ein Steig führt bis in etwa 1610 Meter Höhe auf der Nordseite des Berges und geht dort in einen ebenfalls nicht markierten Saumpfad über, der bis zum Gipfel reicht. Östlich des Gipfels führt eine zunächst markierte, später unmarkierte Strecke vorbei.

## Katastrophe von Vajont
Der Berg erlangte Bekanntheit am 9. Oktober 1963, als Teile des Berges in einem Bergrutsch in den durch die Vajont-Staumauer aufgestauten Lago del Vajont fielen und eine Flutwelle verursachten, dem der talabwärts gelegene Ort Longarone und weitere umliegende Orte zum Opfer fielen. Bei der Katastrophe starben etwa 2000 Menschen.
Schon lange vor der Katastrophe wurde davor gewarnt, was ignoriert oder sogar unterdrückt wurde. In den 20er Jahren waren es die Journalistin Tina Merlin, in den 50er Jahren der Österreicher Leopold Müller (Bauingenieur). Schon 1960 und im September 1963 gab es Steinabbrüche und weitere Alarmzeichen. Am 9. Oktober 1963 um 22:39 Uhr lösten sich dann 270 Millionen Tonnen Gestein und Geröll. 50 Millionen Tonnen Wasser, knapp die Hälfte der damaligen Füllmenge des Stausees, wurden in die Luft und 25 Millionen Tonnen Wasser über die Dammkrone des Stausees ins Tal geschleudert. Das Dorf Longarone wurde zerstört. Der Prozess gegen die Verantwortlichen begann 1968 und endete mit hohen Haftstrafen, die von den Berufungsgerichten reduziert wurden. Die Verurteilten wurden wegen guter Führung vorzeitig aus der Haft entlassen. Den Hinterbliebenen wurde 1997 Schadenersatz zugesprochen. Longarone wurde wieder aufgebaut: Der Damm steht bis heute, der Fluss wurde aber nicht wieder aufgestaut. An der Bergflanke bildet die Abbruchkante ein riesiges M.

## Karten
Dolomiti di Sinistra Piave, 1:25.000, Casa Editrice Tabacco, Udine, Karte 021.